# Snaaib
Menkhawtawy Snaaib o Menkhawre Snaaib  (Snaaib) fou un dels faraons testimoniats de la dinastia d'Abidos, estudiat per Kim S.B. Ryholt. Els altres foren Wepwawemsaf Sekhemreneferkhaw i Pantjeny Sekhemrekhutawy que són els únics de la dinastia que tenen existència documentada per troballes arqueològiques.
El seu nom d'Horus fou Suadjetawy; el seu nesut biti Menkhawre o Menkhawtawy i el seu Sa Ra Snaaib.
El seu regnat és completament desconegut. El seu nom apareix a un document de Petrie copiat a l'estela d'Abidos, trobada a Dashur.